# Shahrestān di Iranshahr
Lo shahrestān di Iranshahr (farsi شهرستان ایرانشهر) è uno dei 18 shahrestān del Sistan e Baluchistan, il capoluogo è Iranshahr. Lo shahrestān è suddiviso in 2 circoscrizioni (bakhsh): 
- Centrale (بخش مرکزی)
- Bazman (بخش بزمان), con la città di Bazman.